# Бейла
Бейла (давньосканд. Beyla) — одна зі служниць Фрейра (разом зі своїм чоловіком Бюґґвіром) в скандинавській міфології. Бейла згадується у станцах 55 та 66, а також в прозовому вступі до пісні зі «Старшої Едди» «Сварка Локі». Оскільки це єдина згадка про Бейлу, вчені взялися за дослідження етимології імені «Бейла» для додаткової інформації про неї. Поза тим, значення її імені лишається нез'ясованим до кінця, хоча припускають, що воно може бути пов'язаним з поняттями «корова», «квасоля» або «бджола».

## Сварка Локі
В прозовому вступі до «Сварки Локі» зазначається про присутність Бейли та Бюґґвіра. У станці 55, після строфи суперечки між Сіф та Локі, останній звинувачує Бейлу в нечесності щодо її чоловіка (але причина лишається невідомою).
Stanza 55:
| Beyla qvaþ: «Fioll a/ll scialfa, hygg ec a for vera heiman Hlorriþa; hann reþr ró þeim er rogir her goð a/ll oc gvma.» | Бейла сказала: «Здригаються гори, і вірю — додому вертається Глорріді; гнівний, він спинить ці чвари між всіх, і людей, і богів.» | Бейла мовила: «Гори тремтять, гадаю, то ïде додому Хлорріді; гнівом своïм спинить облуду поміж богів». |

Stanza 56:
| Loci qvaþ: «Þegi þv, Beyla! þv ert Byggviss qven oc meini blandin mioc; okynian meira coma meþ asa sonom, a/ll ertv, deigia! dritin.» | Локі сказав: «Замовкла б ти, Бейло, дружино Бюґґвіра, вкрита ганьбою! Більшого сорому богам не було, ніж з тобою знатися!» | Локі мовив: «Мовчала б ти, Бейло, ти Бюггвіра жінка і згусток мерзоти; дівка безрідна між асів сидить; брудна ти холопка». |

На основі коментарів Локі у «Сварці Локі» було висунуто припущення, що Бейла та її чоловік є уособленнями сільського господарства, пов'язаного з Фрейром: Бейла — це перегній, який покращує ґрунт й зрощує насіння, Бюґґвір же — сміття з млину, полова.